# 로레인 필킹턴
로레인 필킹턴(Lorraine Pilkington, 1974년 4월 18일 ~ )은 아일랜드의 배우이다.
더블린에서 태어났다.

## 출연 작품
- What Richard Did (2012) - 캐서린 칼슨 역
- 인 어 데이 (2006년)
- 마이 킹덤 (2001년)
- 휴먼 트래픽 (1999년)
- 더 네퓨 (1998년)
- 더 복서 (1997년)
- 더 라스트 오브 더 하이 킹스 (1996년)
- 핀바를 찾아서 (1996년)
- 런웨이 원 (1995년)
- 두번째 이별 (1991년) - 로즈 역

### 텔레비전
- 브리타니아 하이 (2008, Britannia High) - 애너 역